# فرانسيسكو دياجو
فرانسيسكو دياجو (فيفر ، 1562- فالنسيا، 23 أيار 1615) مؤرخ إسباني وشخصية دينية في القرنين 16 و17.

## السيرة
ولد فرانسيسكو دياغو في فيفير (كاستيلون) عام 1562. حصل على الدكتوراه وأصبح أستاذ كرسي اللاهوت. أجرى دراسات تاريخية مختلفة أدت إلى ظهور عدد كبير من المنشورات، ومن بينها ما يلي: تاريخ حياة ومعجزات وموت وتلاميذ القديس فسنت فيرير [الإنجليزية] (1600)؛ حكايات عن أقدم كونتات برشلونة المنتصرة (1603)؛ حوليات مملكة فالنسيا (1613).
توفي في فالنسيا في 23 مايو 1615 عن عمر يناهز 53 عامًا، بعد أن عينه فيليب الثالث، قبل عام، كبير المؤرخين في تاج أراغون.

## روابط خارجية
- نظرة عامة على تاريخ حياة ومعجزات ووفاة وتلاميذ القديس فنسنت فيرير الرسولي الفالنسيا المبارك .
  - فِهرِس .
- نص من حوليات مملكة فالنسيا .